# Tuomas Aho
Tuomas Aho (født 27. maj 1981 i Parikkala) er en Finsk fodboldspiller, der spiller i MyPa i Veikkausliiga. Udover MyPa har Aho også spillet i AGF og HJK Helsinki